# Stephen Gauci
Stephen Gauci  (* 1966 in New York City)  ist ein US-amerikanischer Jazz-Tenorsaxophonist.

## Leben und Wirken
Gauci arbeitete seit den 1980er Jahren als Musiker im Bereich des Straight Ahead Jazz, wandte sich aber in den 1990er Jahren dem Avantgarde Jazz zu; er arbeitete u. a. mit Michael Bisio, Avram Fefer und Nels Cline. 2004 nahm er in Trio-Besetzung mit Bisio und Jay Rosen für das Avantgarde-Label Cadence Jazz Records das Album Long Night Waiting auf. Gauci arbeitet auch mit einem Trio aus dem Bassisten Terence Murren und dem Schlagzeuger Jeremy Carlstedt.
2007 spielte er mit seinem Trio aus Jay Rosen und Michael Bisio das Album Substratum für CIMP ein; das Album The Basso Continuo entstand mit den zwei Bassisten ("double basses") Bisio und Ingebrigt Håker Flaten, außerdem mit dem Trompeter Nate Wooley. Im Juni 2009 trat er mit Michael Bisio und seinem Stephen Gauci 4tet mit Lou Grassi, Kenny Wessel und Ken Filiano auf dem Jazzfest Villach auf.

## Diskographische Hinweise
- Long Night Waiting (Cadence, 2004) mit Michael Bisio und Jay Rosen
- We’re Comin’ Just One Time (Cadence, 2004) mit Terence Murren und Jeremy Carlstedt
- First, Keep Quiet (CIMP, 2005) mit Todd Nicholson und J. Carlstedt
- Stephen Gauci/ Reuben Radding/ Todd Capp – The First Thrid (577 Records, 2006)
- Substratum (CIMP, 2007)
- Stephen Gauci/Kris Davis/Michael Bisio: Three (Clean Feed, 2011)
- Stephen Gauci / Eli Wallace / Kevin Shea: Live at the Bushwick Series! (Gaucimusic, 2020)
- Hans Tammen/ Jeremy Carlstedt/ Stephen Gauci: Studio Sessions, Vol. 11 (Gaucimusic/Experimental Intermedia,  2020)
- Stephen Gauci/Wendy Eisenberg/Francisco Mela: Live at Scholes Street Studio (2022)
- Stephen Gauci, Joe Hertenstein feat. Alexander von Schlippenbach und Jan Roder: Soundlift Berlin-New York (2022)